# 해링턴 스퀘어 신흥역
해링턴 스퀘어 신흥역(영어: Harrington Square Sinheung Station)은 도환중1구역을 재개발하는 아파트 단지이다. 아파트는 15개동 1,972세대 규모로, 오피스텔은 2개동 240실 규모로 들어선다.